# Forest Mountain
Das Forest Mountain (russisch: Лecoгopнaя, Lesogornaja) ist eine Schweinerasse aus Armenien.

## Zuchtgeschichte
Die Zucht wurde durch die Kreuzung einheimischer Sauen aus Nord- und Ostarmenien mit Ebern der Rassen Large White und Mangalica-Schwein entwickelt.

## Charakteristika
- Farbe weiß, selten schwarz
- Brust tief und breit
- Körper lang
- Fundament hoch mit starken Klauen
- Beborstung dicht mit Unterwolle
- Gewicht Sauen 165 kg, Eber 260 kg
- Härte und Anpassungsfähigkeit an karge Bergweiden

Es existieren 4 Eberlinien.

## Vorkommen
Die Rasse wird in den Wald- und Bergregionen Armeniens gehalten. 1980 existierten 579 reinrassige Tiere.